# Palazzo Corsi-Horne
O Palazzo Corsi-Horne é um palácio de Florença situado na zona de Santa Croce, no n.º 6 da Via de' Benci, esquina com o Corso Tintori. Atualmente o palácio acolhe o Museu Horne, um interessante museu menor da cidade que reconstrói alguns ambientes duma típica habitação florentina antiga, com numerosas peças de antiquário, sobretudo uma notável coleção de pinturas sobre tábua dos século XIV e XV.
Fundado pelo legado de Herbert Percy Horne, um historiador de arte inglês que passou uma boa parte da sua vida em Florença e nesta residência, acumulando ali as suas coleções iniciadas desde 1894, o museu testemunha tanto a arte e a vida quotidiana desta cidade na viragem entre a Idade Média e o Renascimento, como o curso do mercado antiquário em finais do século XIX (quando se formaram também alguns dos grandes museus mundiais, graças ao facto de circularem no mercado verdadeiras obras-primas) e o amor por Florença dedicado pela comunidade inglesa, que naquele período chegou a contar uma larga fatia da população, redesenhando uma imagem romântica para a cidade e protegendo o património artístico, ameaçado pelo chamado Risanamento (Ressaneamento).

## História

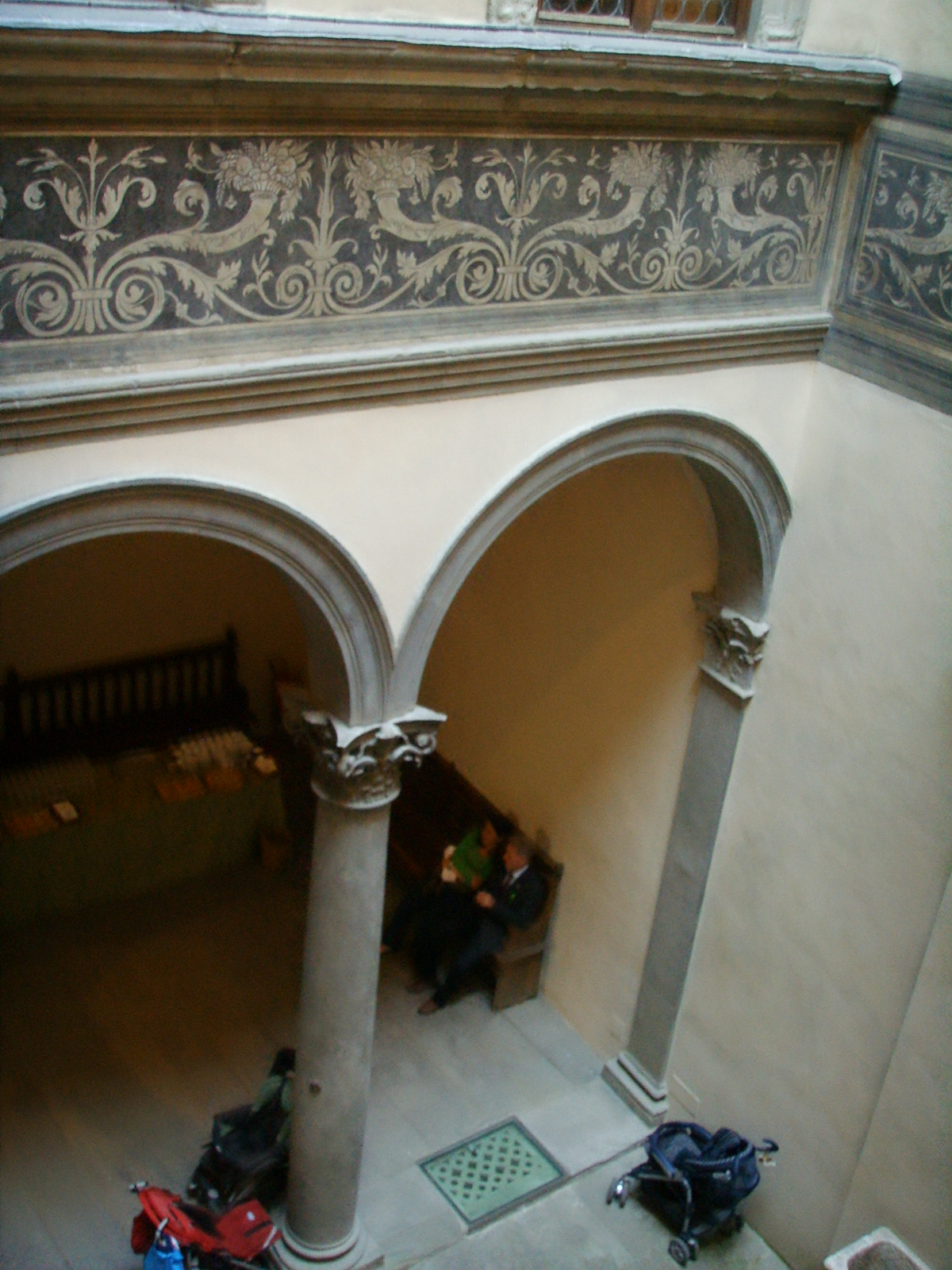
O pátio

No século XIV, as casas desta zona pertenciam à poderosa família Alberti. Em 1489, devido a uma dívida, os Alberti perderam o palácio, que passou para os irmãos Luigi e Simone Corsi, que o ampliaram e remodelaram entre 1492 e 1502, até quadruplicar o seu valor. O projeto foi atribuído a Giuliano da Sangallo ou, segundo um maior número de estudiosos, a Simone del Pollaiolo, dito il Cronaca. Não era um edifício muito grande, mas isso foi compensado com um desenho acertado e trabalhos de cantaria de grande riqueza, convertendo-se em modelo para múltiplos palácios erguidos no século XVI.
No século XVIII, o palácio passou para os Fossi e só em 1912 foi adquirido por Herbert P. Horne, depois de ter experimentado outros palácios florentinos, como o Palazzo Da Cintoia. 
Horne restaurou-o segundo o aspeto que deve ter apresentado no início do Renascimento: uma zona de trabalho com armazém no primeiro andar, o andar nobre (piano nobile) com os apartamentos senhoriais e, por fim, o segundo andar com as cozinhas, ali colocadas para que os vapores não atravessassem a casa, e os ambientes da criadagem.
Depois da morte de Horne, em 1916, o palácio foi cedido por legado testamentário à Comuna de Florença, para que fosse constituída uma fundação que cuidasse da coleção Horne e o abrisse ao público como museu.
O museu sofreu gravíssimos danos durante a inundação de Florença ocorrida no dia 4 de Novembro de 1966), estando situado numa das zonas mais baixas e, assim, mais duramente atingidas pela catástrofe. Embora tenha reaberto só dez anos depois, os trabalhos de restauro do edifício e das coleções só se puderam considerar concluídos em 1989.

## Arquitetura
O palácio encontra-se na esquina da Via de' Benci com o Corso Tintori, pelo que foi decorado por duas fachadas simétricas, com dois andares com quatro janelas cada um. O cunhal é evidenciado pelo colmeado regular, enquanto ao longo da linha dos peitoris correm simples cornijas marca-piso. 
No interior, os ambientes estão disposto em torno dum pequeno pátio, arcado em dois dos lados, com duas colunas encimadas por capiteis de particular valor, atribuídos à oficina de Andrea Sansovino. Aqui, abrem-se janelas monóforas de volta perfeita, perfiladas por molduras em pietra serena e, no primeiro andar, encimadas por óculos. Os pisos superiores são assinalados por uma faixa marca-piso decorada com esgrafitos com caprichosos motivos vegetais; aqui se encontram duas galerias e, mais acima, uma terceira loggia recuada que corre ao longo de três dos lados.

## O Museu Horne

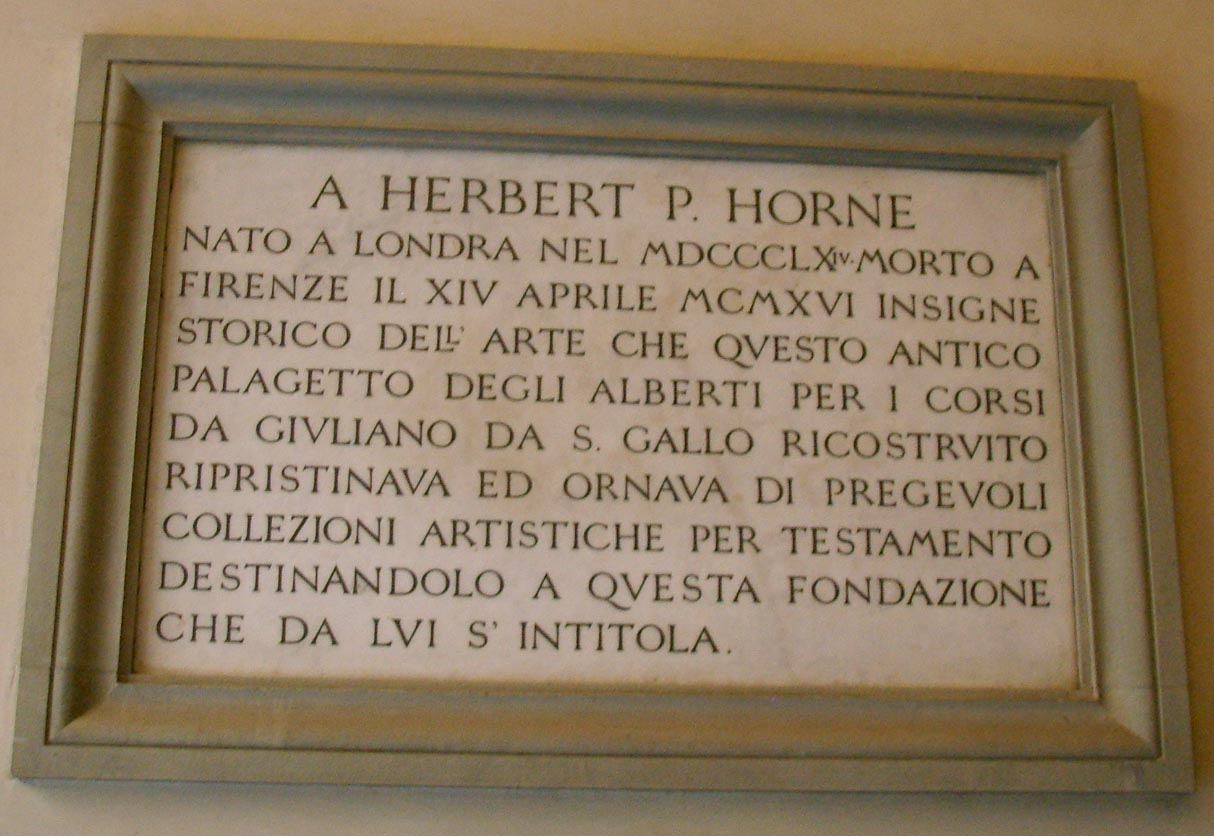
Placa de homenagem a Herbert P. Horne.

Actualmente, o Museu Horne presenta-se ao público tal como queria Horne: como uma refinada seleção de obras-primas de pintura e escultura (de Giotto e Simone Martini, até Giambologna), numa casa mobilada com peças valiosas que vão do século XII ao século XVI. No coração de Florença, o Museu Horne oferece-se como um espaço para reviver o passado e descobrir costumes e artes da cidade nos séculos XV e XVI.

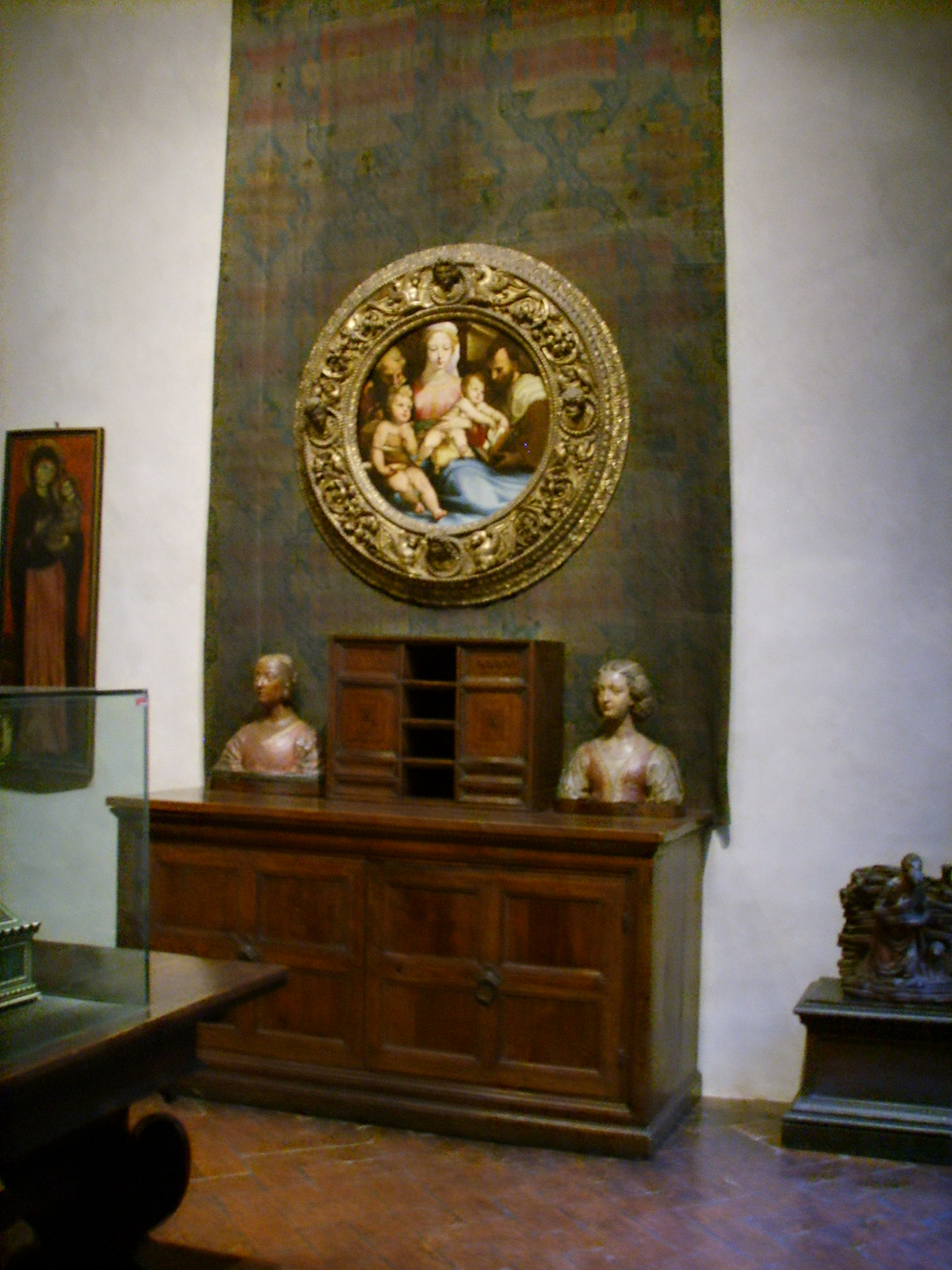
Salão do museu, com a Sagrada Família de Beccafumi.

O Museu Horne está especializado em pintura, escultura e artes decorativas dos séculos XIV e XVI, de acordo com o gosto pelo Renascimento que se impôs na época vitoriana. O seu ponto forte são as pinturas dos chamados "primitivos" (séculos XIV e XV), que Horne pôde reunir a preços acessíveis quando ainda não tinham ficado em moda. 
A grande joia do Museu Horne é o Santo Estêvão de Giotto. Seguem-no um díptico (Virgem com o Menino e Ecce Homo) de Simone Martini, uma tábua com três santos de Pietro Lorenzetti, Cristo Ressuscitado e A Rainha Vasti, ambos de Filippino Lippi, São Jerónimo, de Piero di Cosimo, Cena da vida de São Juliano de Masaccio, Sagrada Família, de Beccafumi, Alegoria da música, de Dosso Dossi e A mulher de Ló, de Francesco Furini, entre outros.
A secção de escultura inclui um Nu masculino e uma Vénus, ambos em terracota, de Giambologna, assim como um São Paulo em madeira polícroma, Vecchietta. Outras obras destacadas são Cavaleiro vencido ao inimigo e um baixo relevo da Virgem com o Menino, ambos de Jacopo Sansovino.
A coleção de desenhos inclui originais de Rafael Sanzio, Giulio Romano, Guido Reni, Guercino, um autorretrato de Pontormo e Estudo de paisagem, de Parmigianino. Segundo algumas fontes, pela sua fragilidade, os desenhos acham-se guardados na Galleria degli Uffizi.
O Museu Horne ambienta-se com múltiplos móveis e peças decorativas e de uso quotidiano, principalmente dum período histórico entre os séculos XV e XVII. Destacam-se vários cassoni, ou arcas, para guardar roupa, assim como espelhos, pratos de majólica, ourivesaria e outros objetos multicoloridos.

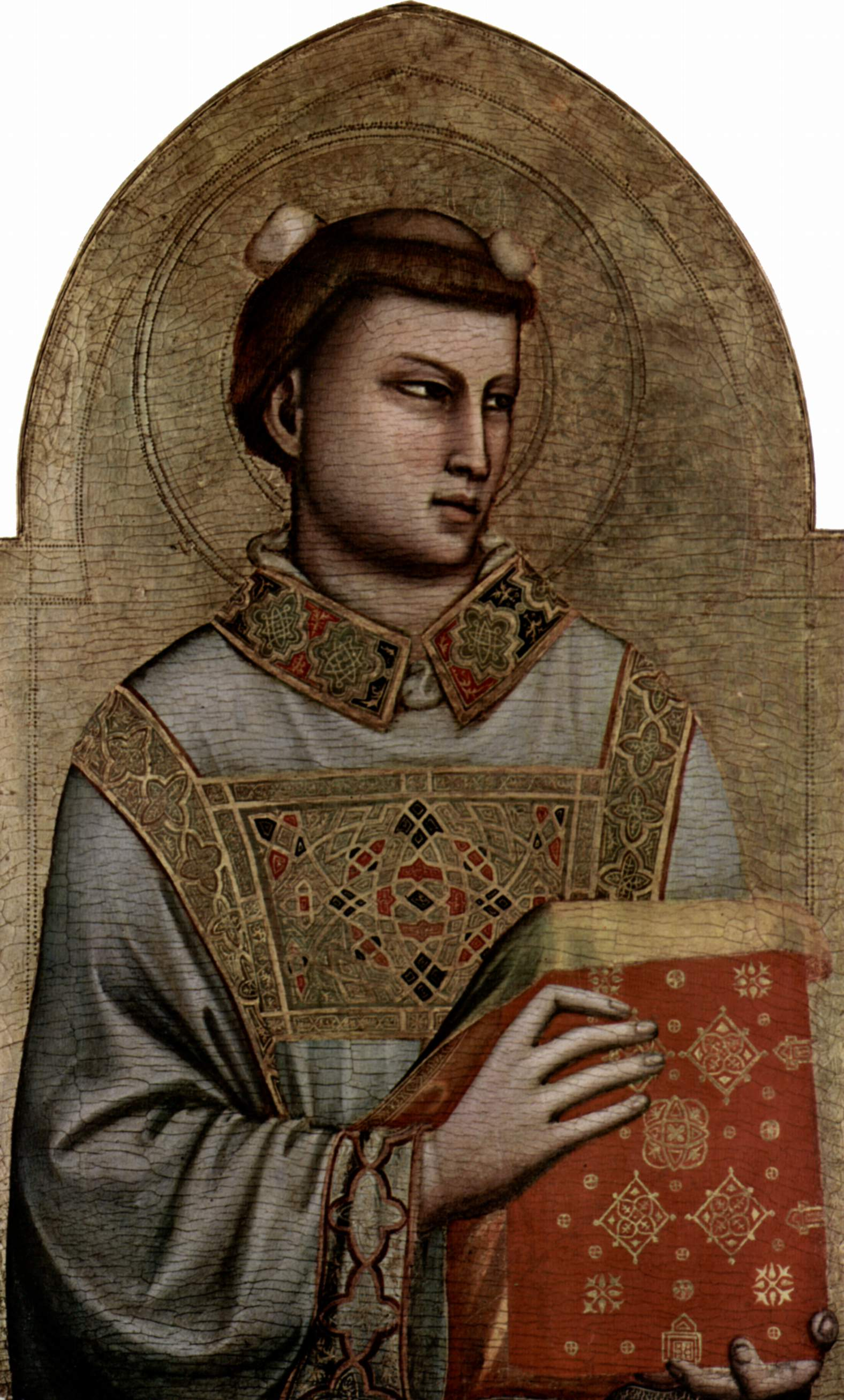
O famoso São Estevão, de Giotto
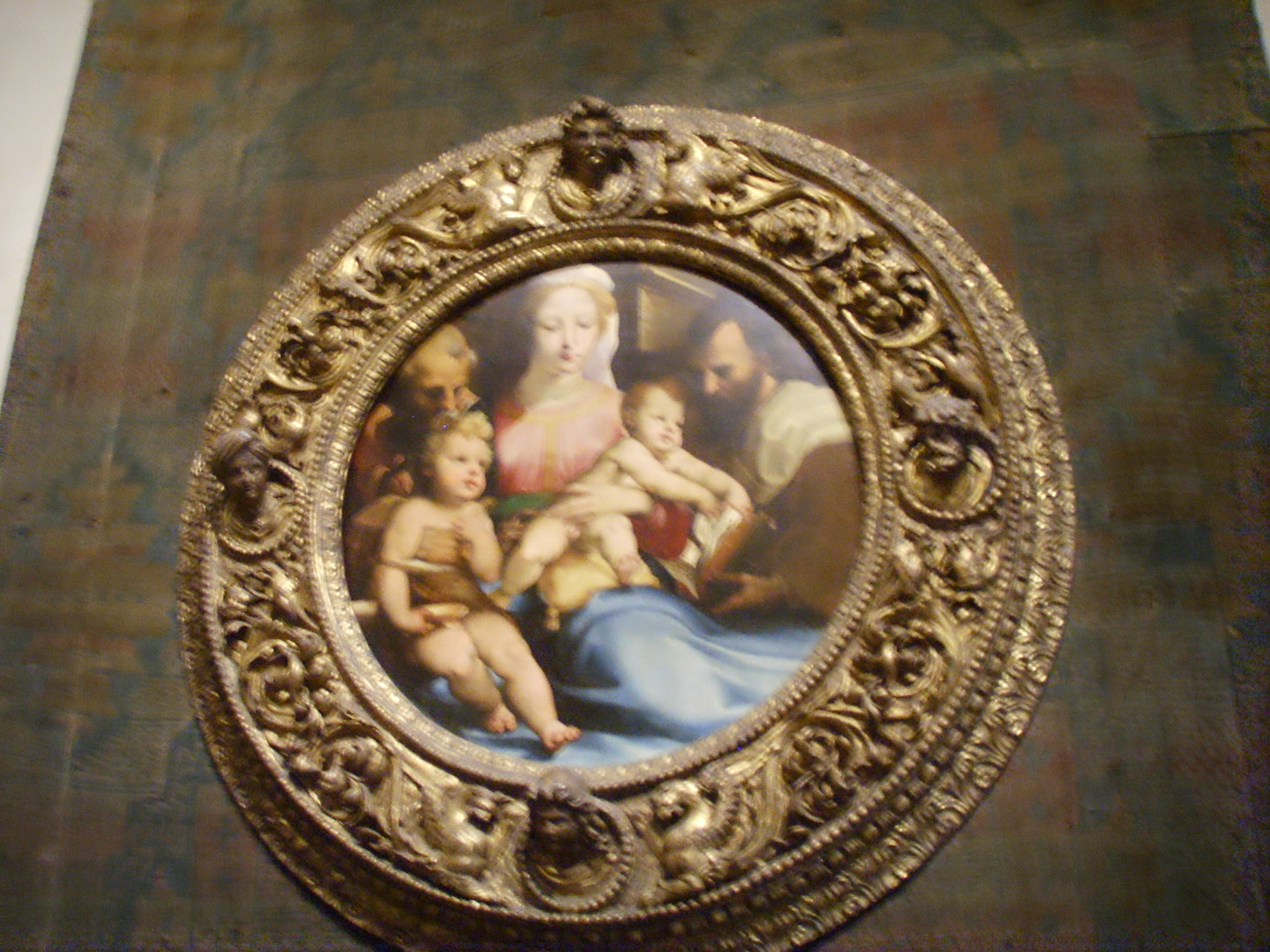
Sagrada Família, de Beccafumi
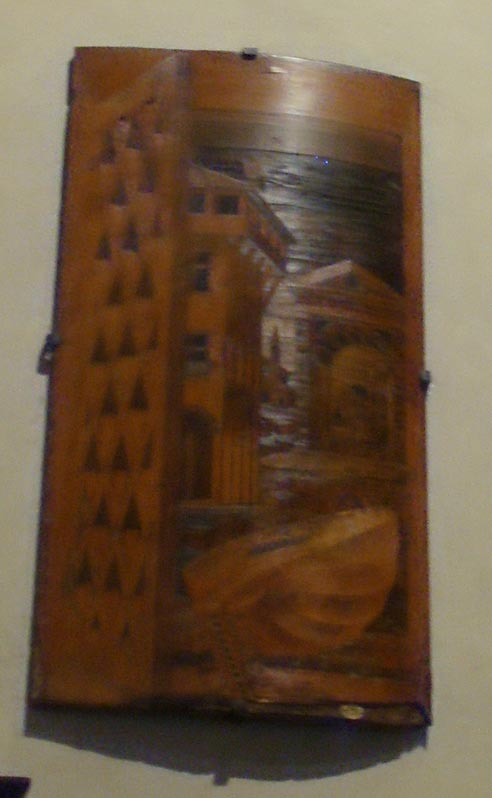
Marcheteria em madeira
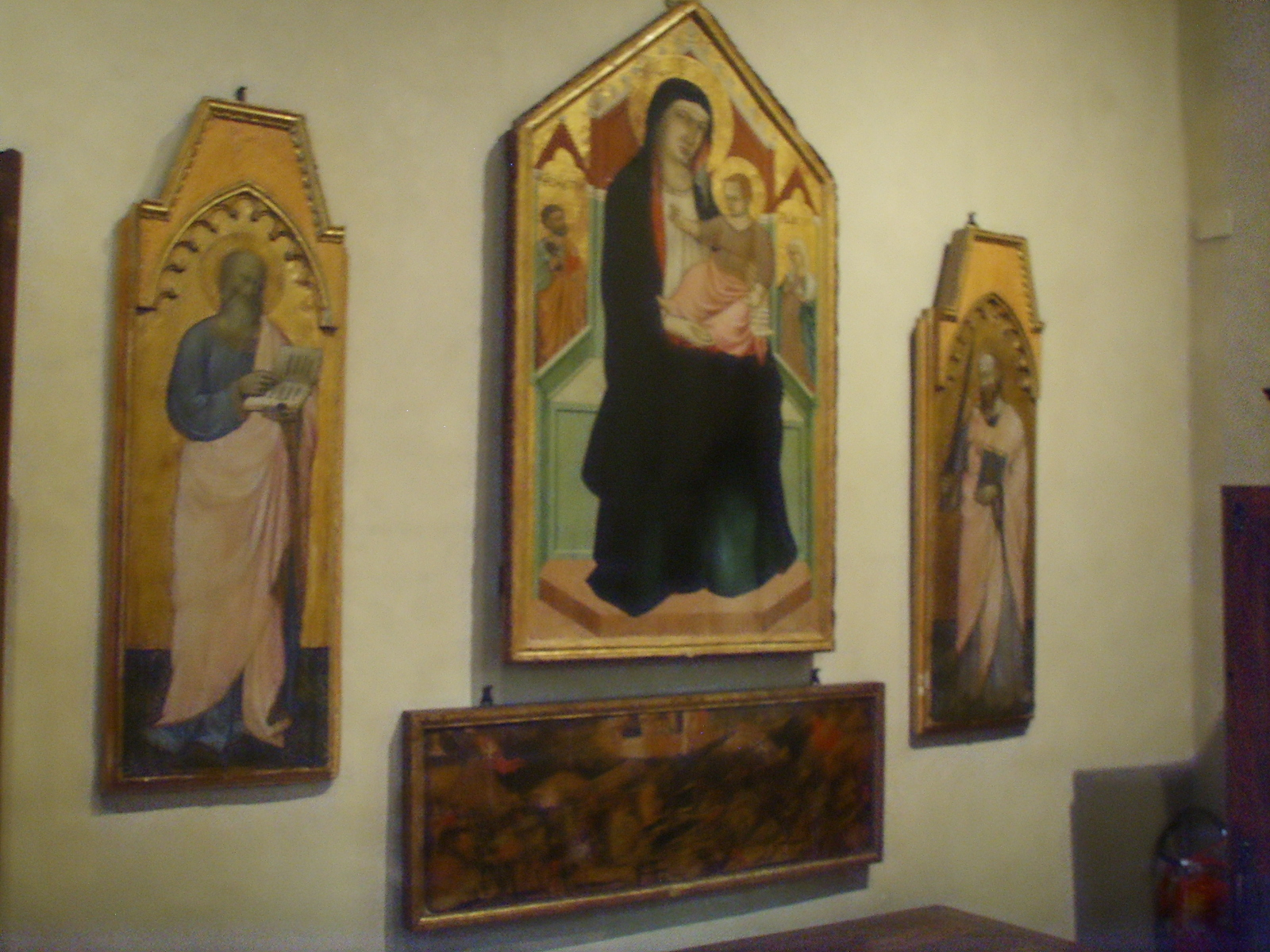
Sala com diversas pinturas